# بحيرة وايت روك
تقع بحيرة وايت روك في شمال شرق مدينة دالاس بولاية تكساس الأمريكية. وقد تشكلت بعد بناء عدد من السدود حولها، وتغطي البحيرة مساحة 5.1 كيلو متر مربع (1254 فدان). وقد كانت فيما مضى عبارة عن مجموعة من المزارع المملوكة للأسر دانيال وكوكس في أواخر الأعوام 1830 و 1840 ميلادي. وقد تم بناء سد وايت روك في عام 1911 باستخدام التراب، وقد بلغ ارتفاعه 47 قدم، وبطول 2550 قدم. من أجل السيطرة على مياه الأمطار واستخدامها في الري والشرب، بسعة تخزينية أقصاها 39400 فدان للقدم.

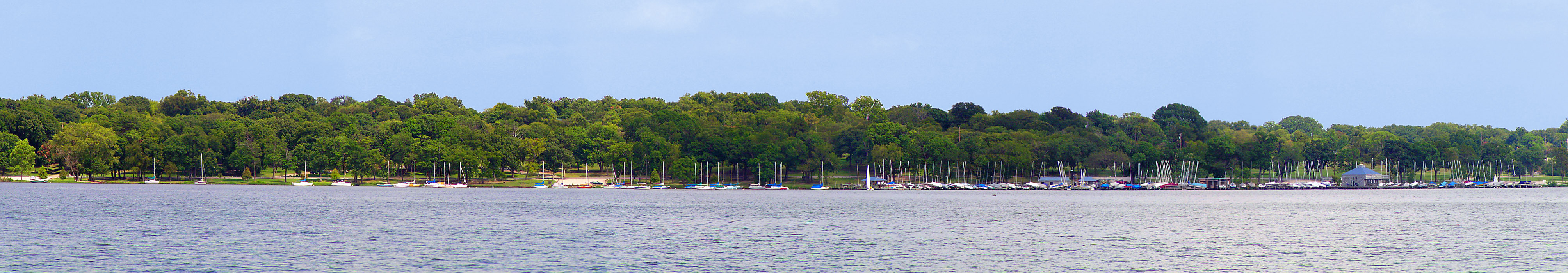
الشاطئ الشمالي الشرقي للبحيرة